# Cháris Doúkas
Chrysóstomos « Cháris » Doúkas (grec moderne : Χρυσόστομος «Χάρης» Δούκας), né le 12 mai 1980 à Athènes, est un ingénieur, professeur et homme politique grec. Il est maire d'Athènes depuis le 1er janvier 2024, élu avec le soutien du PASOK - Mouvement pour le changement et du parti Volt Greece (en).

## Parcours académique
Diplômé en génie mécanique de l'université Aristote de Thessalonique, Cháris Doúkas est professeur de politique énergétique et environnementale à l'université polytechnique nationale d'Athènes. Il est spécialisé dans les systèmes d'aide à la décision pour les politiques climatiques, intégrant des méthodes participatives et des variables comportementales. 

## Engagement scientifique
Auteur de plus de 150 publications scientifiques, il a coédité plusieurs ouvrages sur les politiques énergétiques durables. Il est secrétaire général de la Société hellénique de recherche opérationnelle et membre actif du Conseil mondial de l'énergie.  

## Carrière politique
Doúkas lance sa campagne municipale en août 2023 sous la bannière Athènes, maintenant ! (grec moderne : Αθήνα Τώρα). Il est élu maire d'Athènes en octobre 2023, battant le sortant Kóstas Bakoyánnis au second tour. En juin 2024, il annonce sa candidature à la direction du PASOK, appelant à une union des forces de centre-gauche en vue des élections législatives de 2027. 

## Prises de position
En août 2025, il se distingue par une déclaration publique dénonçant les critiques de l'ambassadeur israélien à propos de graffitis antisémites à Athènes, affirmant que la ville défend la liberté d'expression et condamne toute forme de violence et de racisme,.